# Livada (gmina w okręgu Arad)
Livada – gmina w Rumunii, w okręgu Arad. Obejmuje miejscowości Livada i Sânleani. W 2011 roku liczyła 2960 mieszkańców.